# 永纪水库
永纪水库是中国辽宁省大连市庄河市境内的一座水库，位于地窖河上，建于1958年。水库正常库容为1400万立方米，集雨面积为38平方千米，海拔为55.7米。